# Babie Skały
Babie Skały – grupa skałek w południowo-zachodniej Polsce, w Sudetach Zachodnich, w Rudawach Janowickch, w paśmie Wzgórz Karpnickich.

## Położenie
Skałki położone są w Sudetach Zachodnich, w południowo-zachodniej części Rudaw Janowickch, na południowo-wschodnim krańcu pasma Wzgórz Karpnickich, na południowo-zachodnim zboczu Brzeźnika, na wysokości ok. 530–540 m n.p.m. Znajdują się na północ od centrum Kowar.

## Charakterystyka
Skałki zbudowane są z porfirowatej odmiany granitu karkonoskiego, w którym występują żyły aplitów. Opadają dwoma urwiskami o wysokości ponad 10 m.
Znajdują się w lesie. Są niewidoczne i nie stanowią punktu widokowego.
Brak w pobliżu szlaków turystycznych.